# Франсуа де Труа
Франсуа́ де Труа́ (фр. François de Troy; 9 січня 1645, Тулуза — 21 листопада 1730, Париж) — французький художник-портретист та гравер, представник династії художників де Труа, батько художника Жана-Франсуа де Труа.

## Життєпис
Народився у сім'ї тулузького живописця Ніколя Антуана де Труа (фр. Nicolas de Troy, 1608 — 15 вересень 1684), який працював в регіоні Лангедок. Старший брат Франсуа — Жан де Труа (фр. Jean de Troy, 4 квітня 1638 — 25 червень 1691) теж був художником, який писав історичні полотна та створив Академію мистецтв в Монпельє.
Спочатку Франсуа основним навичкам живопису навчався в майстерні батька, потім вступив до майстерні місцевого художника Антуана Дюрана (фр. Antoine Durand). У 24 роки Франсуа вирушив до Парижа, де продовжив навчання у портретиста Клода Лефевра (фр. Claude Lefèbvre, 1633 — 25 квітень 1675) та Нікола-П'єра Луара (фр. Nicolas-Pierre Loir, 1624—1679). Зі своячкою Луара — Жанною Котелль — де Труа одружився в 1669 році.
Серед ранніх робіт Франсуа історики називають дизайн гобеленів для фаворитки Людовика XIV — мадам де Монтеспан, а також міфологічні картини «Сусанна і старці» та «Лот і його дочки», які зараз перебувають в Ермітажі.
У перші роки життя в столиці Франсуа подружився з живописцем, гравером, критиком і дипломатом Роже де Пиль (фр. Roger de Piles, 7 жовтня 1635 — 5 квітня 1709), який познайомив його з голландським та фламандським живописом. У 1671 році художник став претендентом Королівської Академії живопису і скульптури, а в 1674 році був прийнятий у члени Академії як історичний живописець, представивши журі картину «Меркурій відрізає голову Арґусу».
Після смерті його вчителя Лефевра у 1675 році, де Труа вирішив присвятити себе портретному жанру в надії на замовлення колишніх клієнтів його покійного вчителя. У 1679 році художник отримав своє перше престижне замовлення на портрет посла Швеції Нільса Більке, а через рік написав портрет нареченої спадкоємця французького престолу дофіна Людовика — Анни-Марії Баварської. Після успіху цих картин де Труа протягом майже п'яти десятиліть безперервно працював у придворних колах. Замовникам подобалася здатність художника підкреслювати їхні манери, соціальний стан та модні наряди. Клієнтами художника були мадам де Монтеспан, її син, позашлюбна дитина короля — Луї-Огюст де Бурбон, герцог дю Мен і його дружина Анна-Луїза-Бенедикта де Бурбон-Конде.
У 1690 році Труа був призначений головним придворним живописцем поваленого англійського короля Якова II Стюарта, який був прийнятий Людовіком XIV і перебував у вигнанні в Сен-Жерменському палаці. У період з 1698 до 1701 року, коли між Францією і Великою Британією було перемир'я, прихильники Якова II — якобіти привозили в Англію з Парижа портрети сина короля Джеймса Френсіса Едуарда Стюарта і його сестри — принцеси Луїзи-Марії. У ці роки Франсуа допомагав його кращий учень — Алексіс Симон Белл (англ. Alexis Simon Belle, 12 січня 1674 — 21 листопада 1734). В 1670 році Белл отримав Римську премію, але не поїхав в Італію.
У 1698 році Франсуа де Труа був призначений професором Королівської Академії, в 1708 році став її директором, а у 1722 році — ад'юнкт-ректором. Студентом де Труа був його син Жан-Франсуа де Труа, який також став портретистом та дизайнером гобеленів, на яких зображував галантні сцени та любовні зустрічі в стилі рококо. До речі, картини батька і сина часто плутають. Крім цього, учнями де Труа-старшого були художники Андре Бойс (фр. André Bouys, 1656—1740) і німецький портретист Джон Клостерман (нім. John Closterman 1660 — 24 травня 1711).
Франсуа де Труа помер у 1730 році в Парижі у віці вісімдесяти п'яти років.

## Творчість
Писав історичні картини і портрети, відрізняючись свободою і м'якістю пензля та приємним, хоча і надто червонуватим колоритом. Історичні композиції маложиттєві та безстільні, але як портретист він був у великій пошані у своїх сучасників, особливо у дам, яким догоджав, зображуючи їх ідеально-прекрасними богинями Олімпу. Його воліли таким майстрам, як Ларжильєр та Гіацинта Ріґо, величали французьким Тиціаном і Ван-Дейком. Він портретував всю королівську родину, багатьох придворних, їхніх дружин і дочок. З його творів заслуговують на згадку портрети його самого (Уффіці, Флоренція), його дружини (в Ермітажі), архітектора Ж. Мансара, скульптора Дежардена (в Луврі), герцогині де-Мен (в Орлеанському музеї) герцога де-Мен (в Дрезденської галереї) картина «Генріх IV урочисто приймає кавалерів ордена св. Духа» (у Серсальском музеї). Багато його портретів відтворені у гравюрі Едекнілом, Дереві, Пуайлі та іншими видатними майстрами. Сам він гравіював вид катафалка Марії-Терезії, дружини Людовика XIV.

## Галерея

Картини Франсуа де Труа
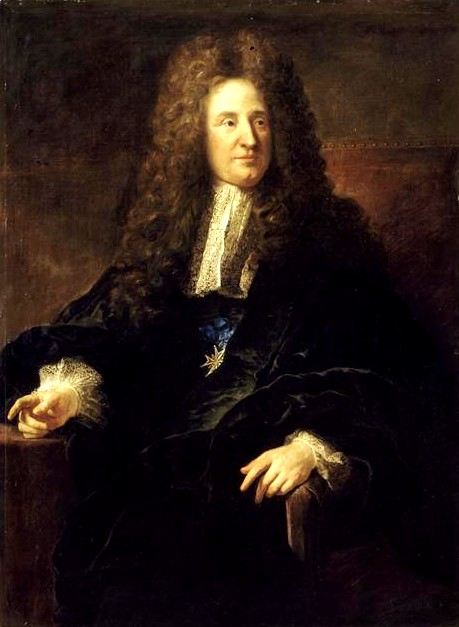
Жуль Ардуен-Мансар
Луїза Марія Стюарт, 1705
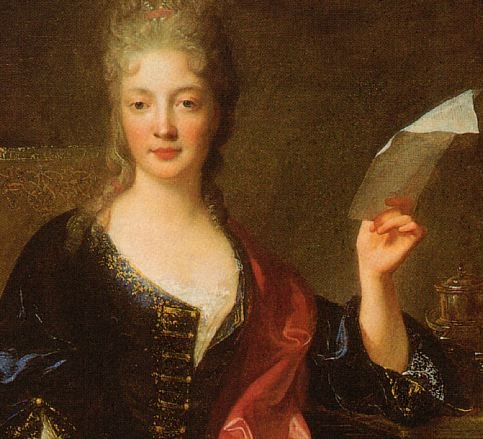
Елізабет Жаке де ла Ґерр
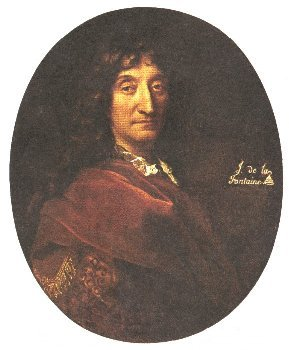
Жан де Лафонтен
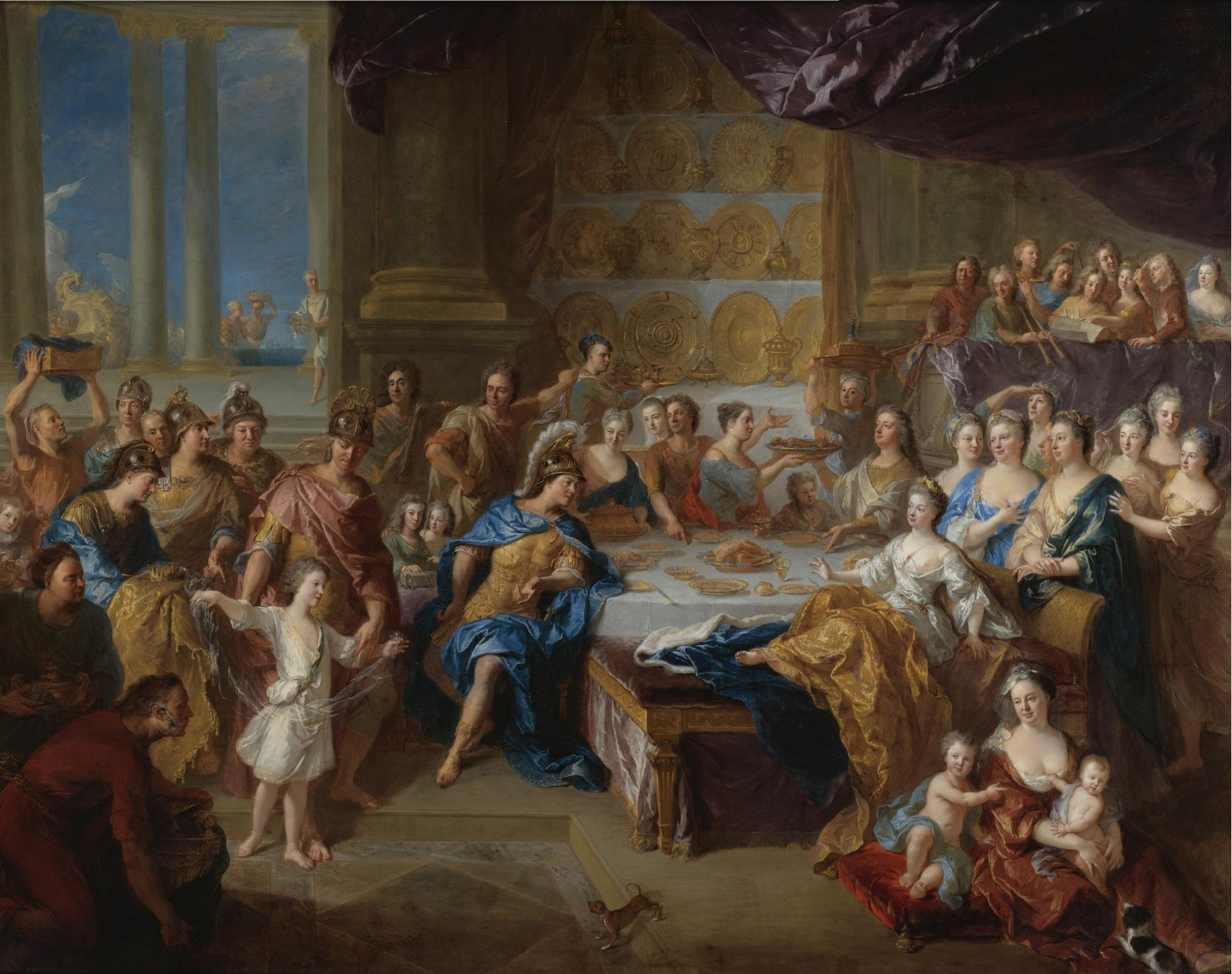
Бенкет цариці  Дідони та Енея,  1704.
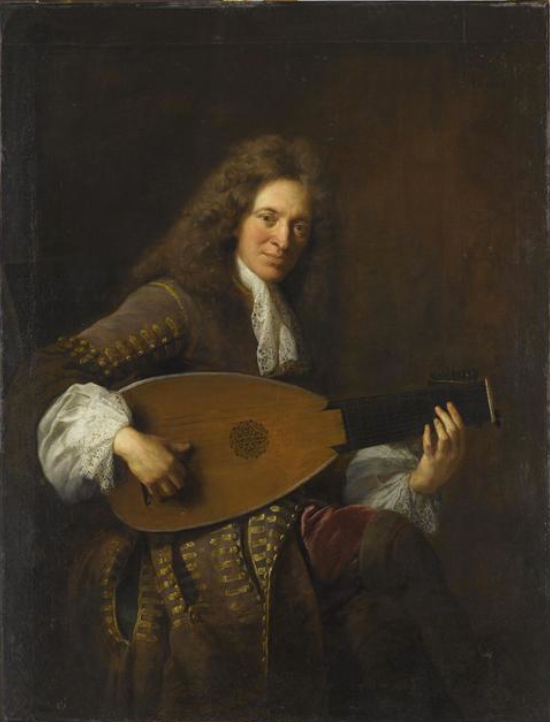
Чарльз Мутон, 1690
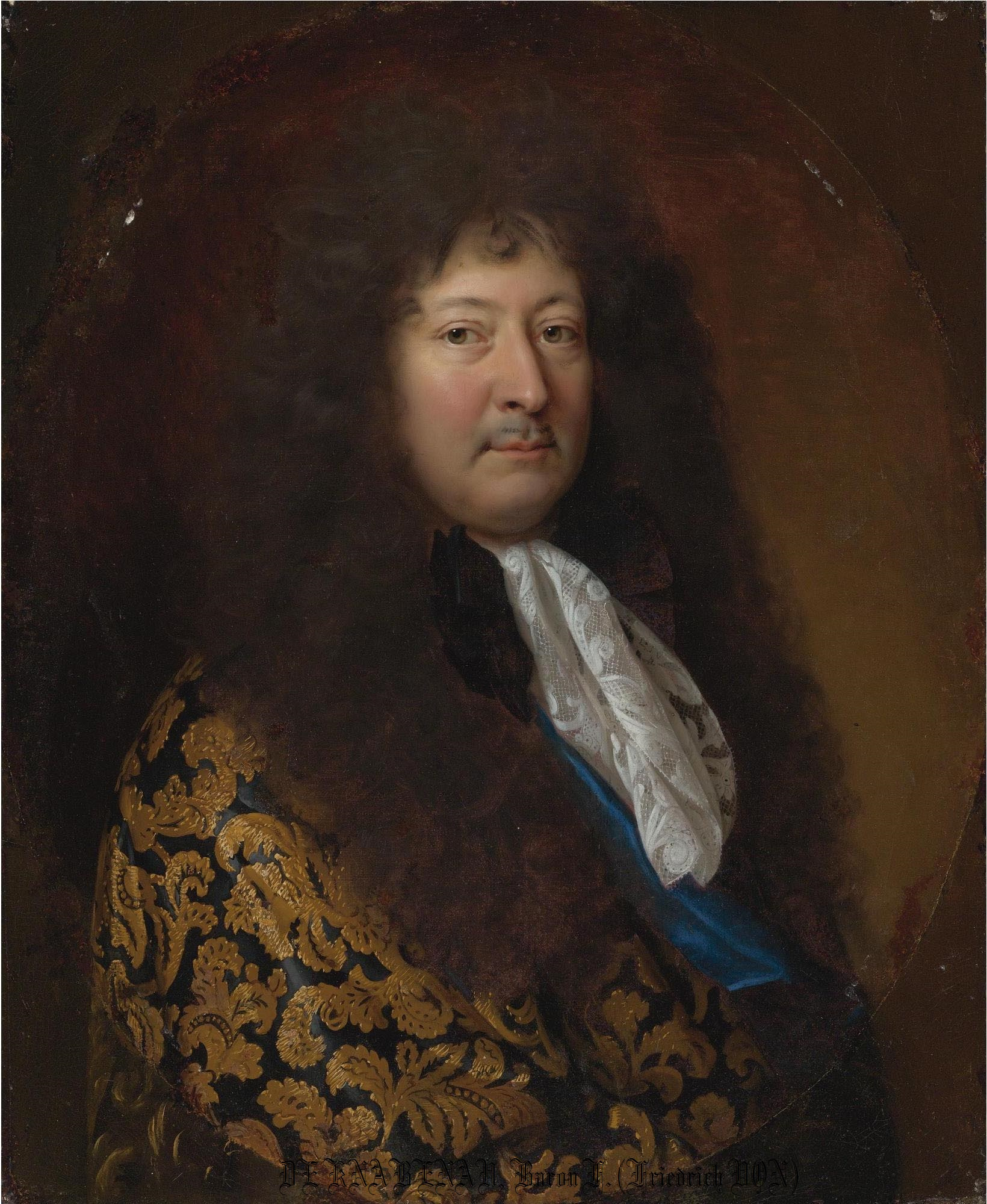
Фрідріх, барон де Кнабенау (Friedrich Baron de Knabenau), 1670
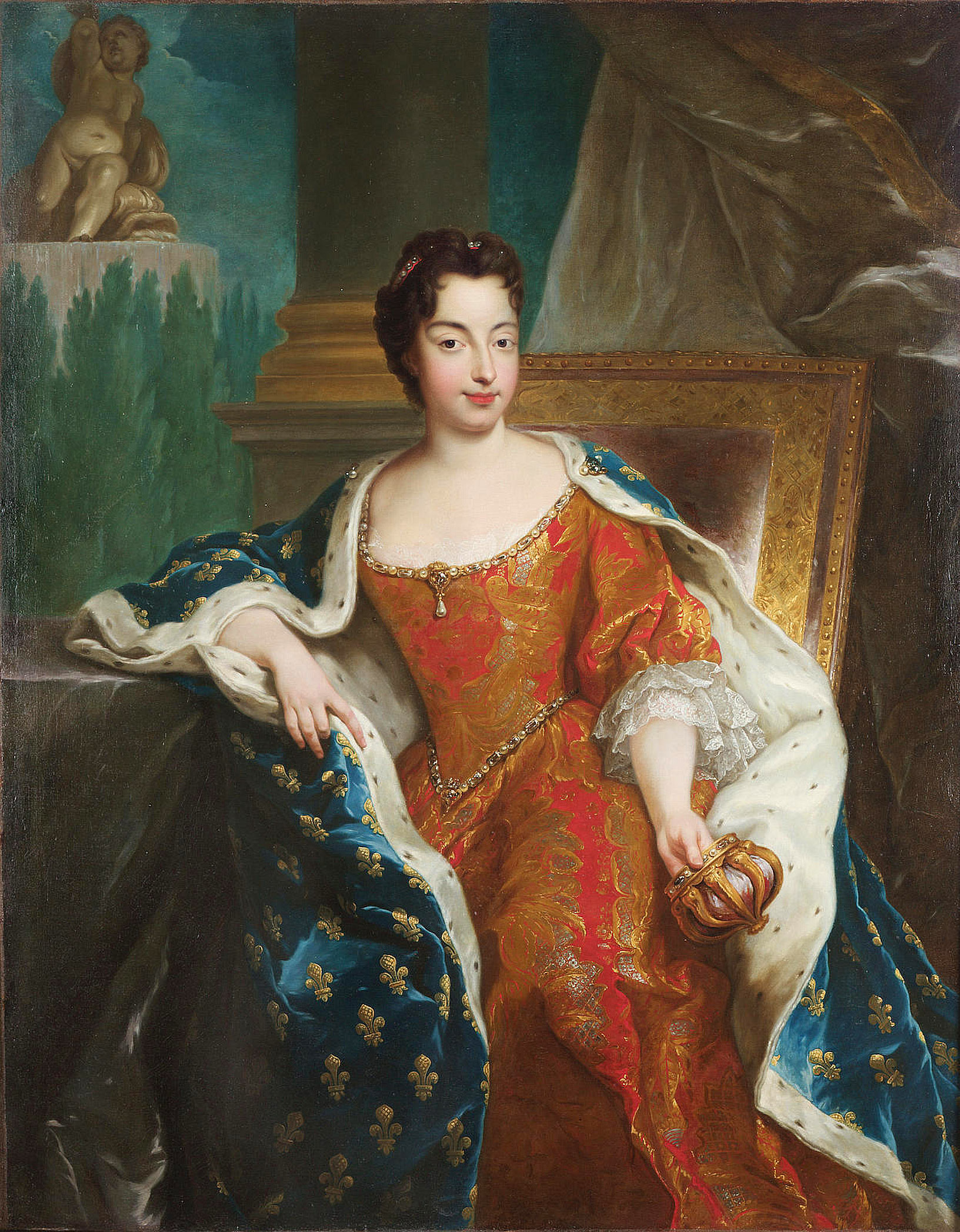
Марія Анна Крістіна Вікторія Баварська, 1690
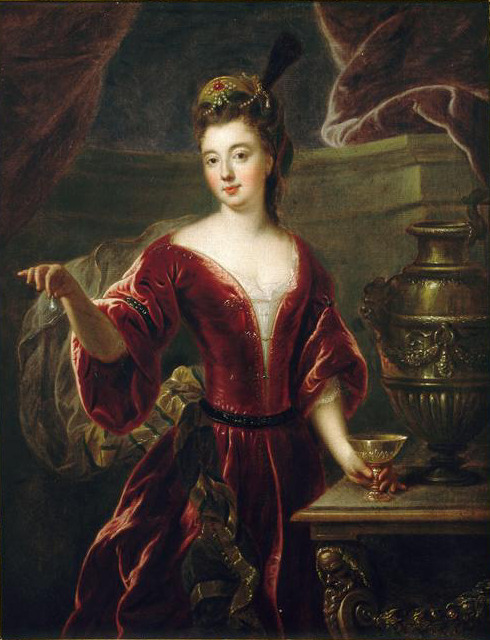
Луїза Франсуаза де Бурбон
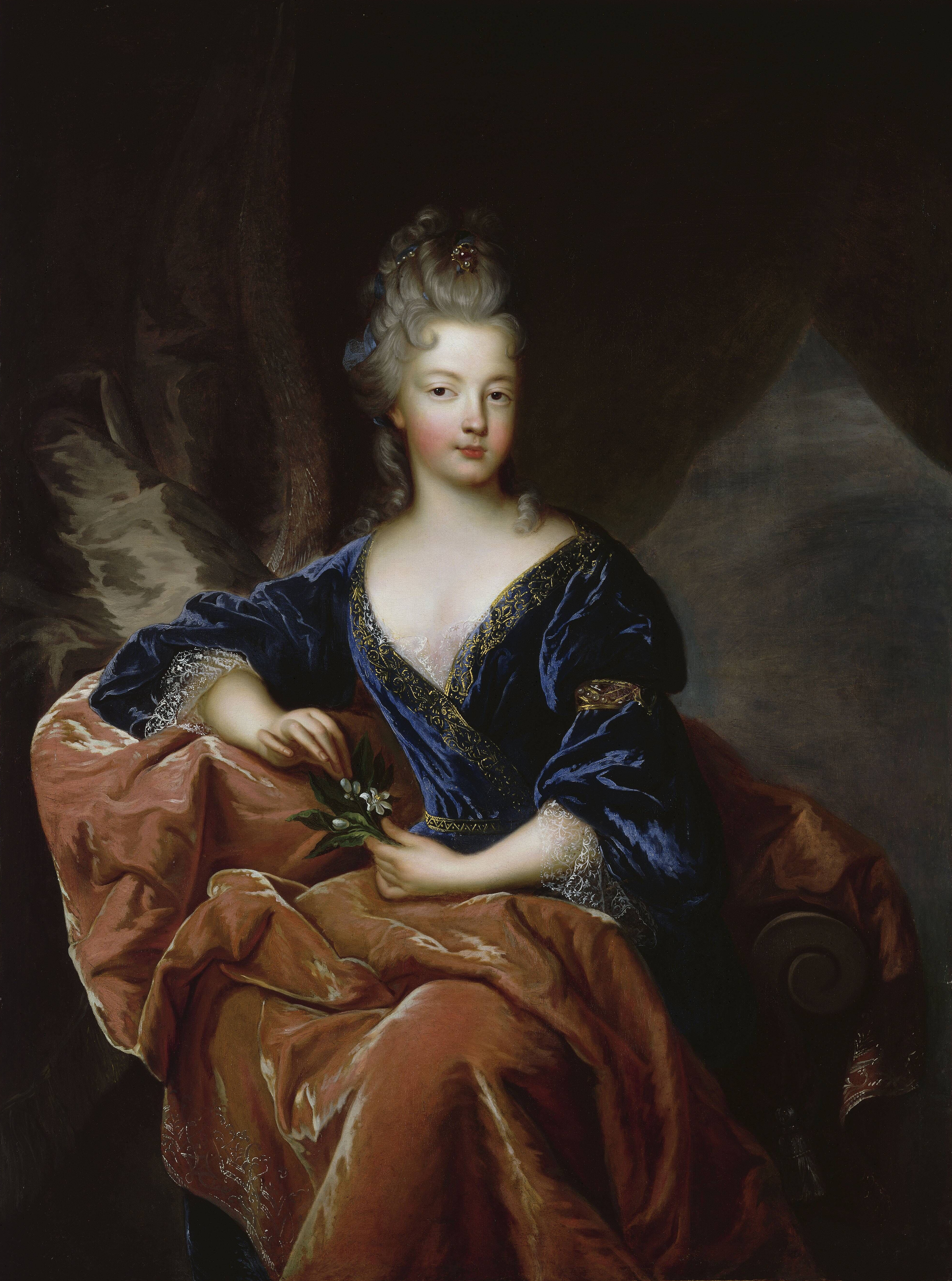
Франсуаза-Марія де Бурбон
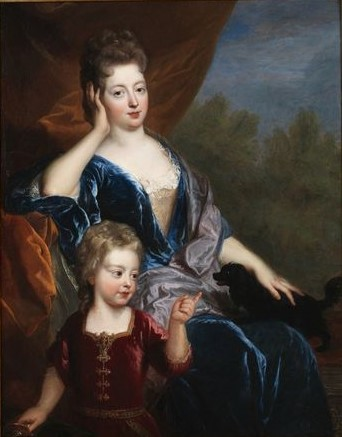
Мадам де Бріон з сином Анрі де Лоррен, 1697
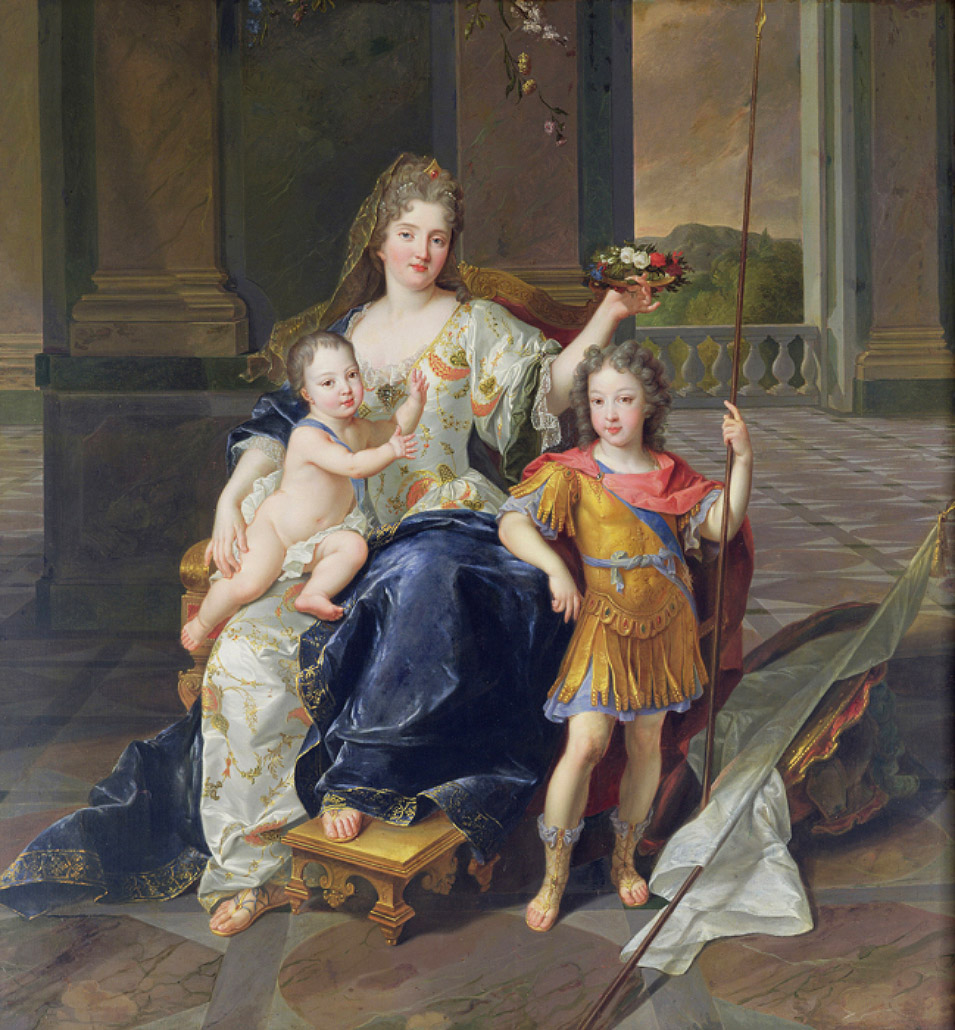
Герцогиня Ла Ферте з Людовиком XV (на колінах) та Людовиком II Бретонським, 1710